# Bandera de Eslovenia
La bandera de Eslovenia está formada por tres bandas horizontales iguales, de color blanco (superior), azul y rojo. En la parte superior izquierda, centrado entre las bandas azul y blanca, se encuentra el escudo de armas de Eslovenia. 
La bandera fue declarada oficial por la Asamblea de Eslovenia el 24 de junio de 1991 y fue usada por vez primera en Liubliana el 25 de junio de 1991, un día después de la declaración de independencia de Eslovenia. Esta bandera, salvo el escudo, es similar a las banderas de  Rusia,  Eslovaquia y la antigua Bandera de Chile (1817-1818). 
El escudo consiste en un dibujo del monte Triglav, el pico más alto de Eslovenia, en color blanco y fondo azul; por debajo se encuentran dos líneas onduladas azules que representan al mar Adriático y a los ríos de Eslovenia. También es posible apreciar tres estrellas doradas de seis puntas, dispuestas en un triángulo inverso, que fueron tomadas del escudo de los condes de Celje (en esloveno Grofje Celjski), la gran casa           dinástica de fines del siglo XIV e inicio del siglo XV.
El gobierno esloveno organizó un concurso en 2003 para modificar la bandera, con el objetivo de ganar reconocimiento internacional y diferenciarse de los estandartes de Rusia y Eslovaquia. El diseño vencedor mantenía los colores originales, pero realizaba un cambio radical al utilizar once barras horizontales y una representación abstracta del monte Triglav. La propuesta quedó descartada por el rechazo de la población al cambio de los símbolos actuales.

## Otras banderas

Pabellón civil.
Bandera naval

## Banderas similares

Bandera de Eslovaquia
Bandera de Rusia
Bandera de Serbia